# Henri Hubert
Henri Hubert   (6è districte de París, 23 de juny de 1872 - Chatou, 25 de maig de 1927) fou un arqueòleg i un sociòleg francés especialitzat en religió comparada i història de les religions. És sobretot conegut per les seves investigacions sobre els pobles celtes i per la seva col·laboració amb Marcel Mauss i d'altres membres de l'Année sociologique.

## Biografia

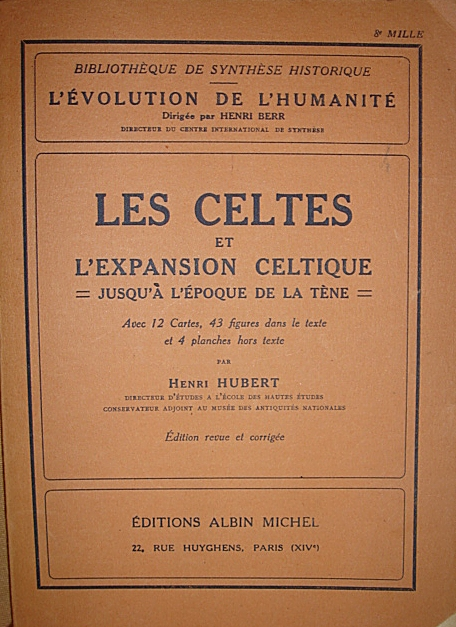
Una síntesi de la seva obra. Primera edició pòstuma de Marcel Mauss, a la col·lecció d'Henri Berr

De jove, va freqüentar el Liceu Louis-le-Grand on l'abat Quentin, almoiner de l'entitat, va despertar en ell l'interès per l'estudi de les religions en general i de la religió assíria en particular. Havent ingressat a l'Escola Normal superior va aconseguir graduar-se en història l'any 1895. La seva tesi de doctorat va tractar sobre les religions pre-cristianes de l'Àsia Menor.
Henri Hubert es va dedicar més a la investigació que no pas a l'ensenyament. Va esdevenir director d'investigacions a l'École pratique des hautes études (secció de ciències religioses i religions primitives d'Europa) i va ser nomenat, l'any 1898, conservador-adjunt al museu d'Arqueologia nacional de Sant-Germain-en-Laye.
És també del 1898 que data la seva amistat amb Marcel Mauss i la seva col·laboració a l'Année sociologique d'Émile Durkheim.
L'any 1906, Henri Hubert va esdevenir professor a l'École du Louvre. Els seus cursos abordaven la prehistòria etnogràfica d'Europa. Al llarg dels dos primers decennis del segle xx, Hubert va continuar publicant investigacions sobre l'Àsia i sobre els celtes.
Els seus darrers anys van ser afectats per la mort d'en Durkheim, l'any 1917, i per la defunció prematura de la seva muller, l'any 1924.

## Publicacions
- Esquisse d'une théorie générale de la magie, amb Marcel Mauss, París, L'Année sociologique, 1902-1903
- Mélanges d'histoire des religions : de quelques résultats de la sociologie religieuse, le sacrifice, l'origine des pouvoirs magiques, la représentation du temps. Biblioteca de filosofia contemporània », 1909
- Les Celtes et l'expansion celtique jusqu'à l'époque de La Tène, Albin Michel, 1932 (reedició l'any 1974, i l'any 2007, per Jean de Bonnot)
- Les Celtes depuis l'époque de la Tène et la civilisation celtique, La Renaissance du livre, 1932 (reedició l'any 2007 per Jean de Bonnot)
- Les Germains: cours professé à l'École du Louvre en 1924-1925, París, Albin Michel, 1952